# Ludwig Riedel
Ludwig Riedel (Berlim, Prússia, 2 de março de 1790 – Rio de Janeiro, Brasil, 1861) foi um botânico alemão que chegou ao Brasil em 1811 com a expedição do barão Langsdorff. Ao final desta (1825-1829), Riedel radicou-se no Rio de Janeiro, ocupando o posto de diretor do Jardim do Passeio Público e, posteriormente, diretor da seção de botânica do Museu Nacional.
Em colaboração com Carlos Augusto Taunay escreveu o 'Manual do Agricultor Brasileiro'. Foi também Chefe das Matas e Jardins, no tempo do Império. Ludwig casou-se com uma brasileira, o que se tornou uma tradição constante na família Riedel.

## Biografia
Riedel iniciou sua vida profissional servindo ao exército prussiano (1813-1815) e após isso, começou à sua prática na coleta de vegetais no sul da França (1816-1817). 
Riedel foi para o Brasil em 1821, convidado a participar da expedição organizada pelo médico, naturalista, etnógrafo e explorador alemão-russo Baron von Langsdorff financiada pelo Governo Russo. 
De 1821 a 1830, Riedel trabalhou no Brasil coletando plantas na Bahia, Rio de Janeiro e Minas Gerais para o Jardim Botânico de São Petersburgo. Com o término da expedição em 1829, Riedel retornou a São Petersburgo, onde foi generosamente recompensado por seu trabalho na expedição, uma vez que ele foi responsável em finalizá-la, pois Langsdorff ficou enfermo . Da coleta deste período, organizou um herbário com 60.000 exemplares . 
No período entre 1831 e 1836, retorna uma segunda vez ao Brasil para fazer mais coletas no Rio, Minas Gerais e então incluindo também Goiás e São Paulo. Entre 1833 e 1835, trabalhou também junto ao explorador dinamarquês Peter Wilhelm Lund.
Em 1836, ele aceitou uma posição permanente no Museu Nacional do Rio de Janeiro, desligando-se do Governo Russo e sendo o primeiro estrangeiro com posto permanente no museu. Fundou e dirigiu o departamento de botânica e o Jardim Botânico a ele ligado (Horto Florestal) até 1858.
Em 1839, foi nomeado Diretor do então Jardim Botânico do Passeio Público (1839-1858), e posteriormente, já em 1848, tornou-se o primeiro Diretor de Jardins (1848-1861). Com isso, ele participou da primeira institucionalização da prática paisagística na Capital Imperial do Brasil.

## Honras

### Epônimos
Gêneros
- (Ericaceae) Riedelia Meisn.[5]
- (Verbenaceae) Riedelia Cham.[6]
- (Zingiberaceae) Riedelia Oliv.[7]

Espécies
- (Acanthaceae) Beloperone riedeliana Benth. & Hook.f.[8]
- (Acanthaceae) Justicia riedeliana (Nees) V.A.W.Graham[9]
- (Adiantaceae) Pellaea riedelii Baker[10]
- (Amaranthaceae) Gomphrena riedelii Seub.[11]
- (Annonaceae) Unonopsis riedeliana R.E.Fr.[12]
- (Apocynaceae) Anacampta riedelii (Müll.Arg.) Markgr.[13]
- (Apocynaceae) Echites riedelii Malme[14]
- (Apocynaceae) Micradenia riedelii Miers[15]
- (Araceae) Heteropsis riedeliana Schott[16]
- (Arecaceae) Geonoma riedeliana H.Wendl.[17]
- (Asclepiadaceae) Amphistelma riedelii E.Fourn.[18]
- (Asteraceae) Baccharis riedelii Sch.Bip. ex Baker[19]
- (Asteraceae) Vernonia riedeliana Gardner[20]
- (Bombacaceae) Matisia riedeliana Glaz.[21]
- (Caesalpiniaceae) Phyllocarpus riedelii Tul.[22]
- (Celastraceae) Tontelea riedeliana (Peyr.) A.C.Sm.[23]
- (Clusiaceae) Clusia riedeliana Engl.[24]
- (Convolvulaceae) Operculina riedeliana (Oliver) Ooststr.[25]
- (Cunoniaceae) Belangera riedeliana Casar. ex Eichler[26]
- (Cucurbitaceae) Wilbrandia riedelii Silva Manso[27]
- (Fabaceae) Aeschynomene riedeliana Taub.[28]
- (Fabaceae) Binaria riedeliana (Bong.) A.Schmitz[29]
- (Fabaceae) Dalbergia riedelii (Benth.) Sandwith[30]
- (Fabaceae) Desmodium riedelii (Schindl.) Burkart[31]
- (Fabaceae) Ecastaphyllum riedelii Radlk. ex Köpff[32]
- (Lamiaceae) Aegiphila riedeliana Schauer[33]
- (Lauraceae) Aiouea riedelii Mez[34]
- (Lauraceae) Cinnamomum riedelii Lukman.[35]
- (Lauraceae) Persea riedelii Meisn. in DC.[36]
- (Malvaceae) Cienfuegosia riedelii Gürke[37]
- (Malvaceae) Sida riedelii K.Schum.[38]
- (Marantaceae) Calathea riedeliana (Didr., Paull ex Regel) K.Schum.[39][40]
- (Marantaceae) Maranta riedeliana Körn.[41]
- (Marantaceae) Phrynium riedelii Didr.[42]
- (Melastomataceae) Acinodendron riedelii (Naudin) Kuntze[43]
- (Meliaceae) Trichilia riedelii C.DC.[44]
- (Moraceae) Ficus riedelii Teijsm. ex Miq.[45]
- (Myrtaceae) Chytraculia riedeliana (O.Berg ex Mart.) Kuntze[36]
- (Nyctaginaceae) Pisonia riedeliana Fisch. ex Heimerl[46]
- (Ochnaceae) Plicouratea riedelii Tiegh.[47]
- (Orchidaceae) Habenaria riedelii Cogn.[48]
- (Poaceae) Aristida riedeliana Trin. & Rupr.[49]
- (Poaceae) Merostachys riedeliana Rupr. ex Döll[50]
- (Poaceae) Panicum riedelii Trin.[51]
- (Podostemaceae) Apinagia riedelii Warm.[52]
- (Podostemaceae) Neolacis riedelii Wedd.[53]
- (Polygonaceae) Coccoloba riedelii Lindau[54]
- (Rubiaceae) Psychotria riedeliana (Müll.Arg.) L.Andersson[55]
- (Simaroubaceae) Picramnia riedelii Regel & Rach[56]
- (Tiliaceae) Brownlowia riedelii Hemsl.[57]
- (Turneraceae) Turnera riedeliana Urb.[58]